# Polynôme de Faber
En mathématiques, les polynômes de Faber Pm d'une série de Laurent
{\displaystyle \displaystyle f(z)=z^{-1}+a_{0}+a_{1}z+\cdots }
sont les polynômes tels que
{\displaystyle \displaystyle P_{m}(f)-z^{-m}}
s'annule pour z=0. Les Pm sont de degré m.
Ils ont été introduits par Georg Faber (1903, 1919) et étudiés par Helmut Grunsky (en) en 1939 et Issai Schur en 1945. Leur propriété principale est qu'ils permettent - sous certaines conditions - le développement d'une fonction analytique en série de polynômes, où les polynômes ne dépendent que du domaine de définition de la fonction, et non pas de la fonction elle-même.